# Amtsbezirk Mögeltondern
Der Amtsbezirk Mögeltondern war ein Amtsbezirk im Kreis Tondern in der Provinz Schleswig-Holstein.
Der Amtsbezirk wurde 1889 gebildet und umfasste die folgenden Gemeinden:  
1. Bönderby
2. Gallehuus
3. Mögeltondern
4. Sönderby
5. Stokkebro
6. Südfeld

1920 wurde der Amtsbezirk aufgelöst und die Gemeinden aufgrund der Volksabstimmung in Schleswig an Dänemark abgetreten.